# کومی کبیر
کومی کبیر (به لاتین: Komi Kebir) یک منطقهٔ مسکونی در قبرس شمالی است که در ناحیه اسکله واقع شده‌است. کومی کبیر ۸۱۲ نفر جمعیت دارد.